# Іспанська марка

Графства, що входили до «Іспанської Марки» у часи Карла Великого.

Іспанська марка (лат. marca Hispanica, кат. Marca Hispànica, фр. Marche d'Espagne) — марка між сучасною Францією і володіннями арабів на Піренейському півострові, що включала сучасну Каталонію, Наварру і частину Арагона і що тягнулася приблизно до річки Ебро. «Іспанська Марка» була буферною зоною на південь від провінції Септиманія, її було створено Карлом Великим 795 року як захисний бар'єр між мусульманським Аль-Андалусом та Франкським королівством. З усіх невеликих графств, з яких складалась Іспанська марка, до сьогодні збереглася лише Андорра.

## Історія
Після мусульманського завоювання Піренейського півострова, у таких містах, як Барселона, Жирона та Льєйда було встановлено арабські гарнізони. 778 року Карл Великий вторгся в північно-східну частину півострова і завоював її за підтримки горян — корінного населення, але 781 року ця територія була знову зайнята арабами. 
Франки створили «Іспанську Марку», завойовуючи територію колишньої держави вестготів. Першим створеним графством став Русільйон (разом з Баляспі) близько 760 року. 785 року на південь від Піренеїв було створене графство Жирона (разом з Базалу). 790 року до графства Тулуза було приєднано території Рібагорси та Палясу. 798 року утворилися Урхельське та Сарданьське графства .
Графство Ампуріас (разом з Паралазою) відоме від 812, ймовірно під контролем франків воно перебувало до 800. Територія графства Барселони (разом з Узоною) було завойоване 801 року. Між 798 і 802 роками в Арагоні було побудовано кілька замків. Памплона та Сангуеса перебували під контролем франків до 817, коли вони були зайняті басками та місцевим християнським населенням. Точна дата включення Собрарбе до «Іспанської Марки» невідома.
Після того, як 817 року було втрачено Памплону та  820 року Арагон, Марку часто називали Ґотією.

## Графства
У різний час до Іспанської марки входили такі графства: 
- Памплона та Сангуеса (сьогоднішня Наварра)
- 802 — 922: Арагонське графство з центром у місті Хака; 922 року приєднане до Памплонського (Наваррського) королівства.
- Собрарбе та Рібагорса (зараз Арагон), Паляс, Уржель (або Урхель), Сарданья (або Серданья), Кунфлен (або Конфлент), Русільйон, Баляспі (або Балеспір), Паралаза (або Перелада), Ампуріас, Базалу (або Бесалу), Узона (або Аусона), Барселона та Жирона (зараз Північна та Південна Каталонія).